# Niphargus bulgaricus
Niphargus bulgaricus is een vlokreeftensoort uit de familie van de Niphargidae. De wetenschappelijke naam van de soort is voor het eerst geldig gepubliceerd in 2001 door Andreev.